# Juan Jiménez Vargas
Juan Jiménez Vargas (Madrid, 24 de abril de 1913 - Pamplona, 29 de abril de 1997) fue un fisiólogo y catedrático de universidad español. Fundador de la Revista española de Fisiología.

## Biografía

### Infancia y Formación académica
Hijo de Dionisio Jiménez y Gabriela Vargas. Su padre se casó, al enviudar, en segundas nupcias con Carmen Mazarro. Realizó sus estudios de Bachillerato en el Instituto San Isidro.
Tras realizar la enseñanza secundaria en el Instituto de San Isidro (1923-1929), cursó los estudios en la Facultad de Medicina de la Universidad de Madrid, (1929-1935). Allí conoció a Santiago Ramón y Cajal, ya jubilado, y fue alumno interno del doctor Carlos Jiménez Díaz, con quien siguió trabajando una vez licenciado, en 1935, hasta el mes de julio de 1936.

#### Vocación al Opus Dei
Anteriormente, en 1932, un compañero de la facultad de medicina le presentó a José María Escrivá. En diciembre de ese año comenzó a tener dirección espiritual con él. El 4 de enero de 1933 pidió la admisión en el Opus Dei. El 21 de enero participó, junto con otros dos estudiantes, en la primera clase que impartió Escrivá con la que iniciaba el primero de los cursos de formación con la juventud, que tiempo después se extenderían por todo el mundo (círculos de San Rafael).

### Guerra civil española
El estallido de la Guerra Civil provocó en Madrid, y en otras ciudades de España una dura persecución religiosa por parte del Gobierno de la República y el Ejército Rojo. Jiménez Vargas trató de velar por la seguridad de Escrivá, acompañándole a diversos refugios. En uno de los registros, fue detenido y conducido a la cárcel. Una noche fue sacado para ser fusilado. Salió un primer camión lleno de presos, permaneciendo él a la espera de una segunda expedición que no se llegó a producir, por lo que salvó la vida.
Fue destinado como médico en un batallón anarquista. Desertó y regresó a Madrid, donde permaneció como refugiado en el Consulado de Honduras junto a Escrivá. Desde allí se evadió junto con el fundador del Opus Dei y otro grupo de personas, llegando a Andorra, tras una dura travesía a través de los Pirineos.
Tras llegar a la zona nacional, en Burgos se incorporó al ejército nacional como oficial médico y fue destinado al frente de Teruel.

### Actividad profesional
Finalizada la guerra civil española, se incorporó a la cátedra de Clínica Médica del doctor Enríquez de Salamanca (1939-1942) como médico interno y ayudante. Compatibilizó dicho trabajo con el de director de la residencia Jener (1939-1940). También colaboró en la Sección de Química Biológica del Instituto Cajal en Madrid. Al concluir el doctorado (1940) amplió estudios en el Instituto de Fisiología de la Universidad de Zúrich con Walter Rudolf Hess, que obtendría en 1949 el Premio Nobel.

#### Universidad de Barcelona
En 1942 consiguió por oposición la cátedra de Fisiología de la Universidad de Barcelona que desempeñó hasta 1955. Durante ese tiempo, fue jefe de la Sección de Fisiología del Instituto de Investigaciones Médicas de la Diputación de Barcelona (1943-1944), vicepresidente del Instituto español de Fisiología y Bioquímica (Consejo Superior de Investigaciones Científicas, CSIC) y jefe de la Sección de Fisiología Humana de ese mismo Instituto.
En 1945, fundó en Barcelona la Revista Española de Fisiología.

#### Universidad de Navarra
En 1954 se desplazó a Pamplona al ser nombrado primer decano (1954-1962) de la Escuela de Medicina del Estudio General de Navarra, que poco después se convertirá en Facultad de Medicina al transformarse el Estudio en la Universidad de Navarra. En esa Facultad fue profesor ordinario de Fisiología hasta su jubilación en 1983. En 1957 fundó la Revista de Medicina de la Universidad de Navarra, de la que fue director hasta el año 1962. A lo largo de casi cincuenta años de actividad docente, desarrolló una extensa labor investigadora y formó a un buen número de discípulos. Contribuyó a la puesta en marcha de la Clínica Universidad de Navarra.
Sus aportaciones se han centrado en la fisiología del aparato respiratorio, la neurofisiología y el funcionamiento del aparato reproductor. Enseñó fisiología a más de cuarenta promociones, dirigiendo medio centenar de tesis doctorales. Publicó más de ciento cincuenta artículos de investigación experimental, y una docena de monografías.
A finales de 1987 comenzó a padecer diversas hemorragias cerebrales, que le condujeron a una progresiva dependencia, que fue aumentando hasta su fallecimiento en 1997.